# 扎赫拉迪夫卡
47°31′17″N 33°16′38″E / 47.52139°N 33.27722°E
扎赫拉迪夫卡（烏克蘭語：Заградівка）是位於烏克蘭南部的村莊，由赫爾松州貝里斯拉夫區的科丘貝伊夫卡市鎮負責管轄。該村始建於1795年，面積4.44平方公里，海拔高度30米，2001年人口717，人口密度每平方公里161.6人。